# Simone Vergassola
Simone Vergassola (né le 24 janvier 1976 à La Spezia, en Ligurie) est un footballeur italien.